# Manfred Werner (Fußballspieler)
Manfred Werner (* 22. Februar 1951) ist ein ehemaliger deutscher Fußballspieler.

## Spielerkarriere
Manfred Werner spielte zunächst für den in Berlin-Charlottenburg beheimateten SC Westend 1901, bevor er 1976 zum Bundesligisten Hertha BSC wechselte.
Dort hatte er im Tor jedoch Norbert Nigbur und dessen Vertreter Horst Wolter vor sich. Nachdem zunächst Wolter 1977 den Verein verließ, stieg Werner zur Nummer 2 der Herthaner auf. 1979 verließ auch Nigbur den Verein, wurde jedoch durch den ehemaligen deutschen Nationaltorhüter Wolfgang Kleff ersetzt. Als dieser sich am 22. Spieltag der Saison 1979/80 in der Partie bei Borussia Mönchengladbach verletzte, kam Manfred Werner zu seinem Bundesliga-Debüt, musste jedoch noch zwei Gegentreffer hinnehmen. Am Spieltag darauf stand Werner erstmals in der Startelf und verhalf seinem Team zu einem 1:1 gegen den FC Bayern München. Am Ende der Saison stieg Hertha aufgrund des schlechteren Torverhältnisses gegenüber Bayer Uerdingen in die 2. Liga ab. Dort stieg Gregor Quasten zur etatmäßigen Nummer 1 auf und Werner spielte nur in der 2. Runde des DFB-Pokals beim 4:1-Heimerfolg über Würzburg. Auch 1981/82 blieb Werner nur die Rolle als Ergänzungsspieler. Als der Aufstieg ins Oberhaus bereits feststand, durfte er die letzte Partie bei Wormatia Worms (0:1) bestreiten. Allerdings verfehlte Hertha den Klassenerhalt und musste umgehend wieder absteigen. In der Zweitliga-Spielzeit 1983/84 behielt Quasten die Position als Stammtorhüter und Werner kam nur vier Mal zum Einsatz, darunter in den letzten drei Spielen, als der Wiederaufstieg bereits abgehakt worden war. Sein letztes Spiel bestritt er am 38. Spieltag beim 0:2 gegen den Karlsruher SC. Anschließend beendete Manfred Werner seine Profikarriere.

## Erfolge
- Aufstieg in die 1. Bundesliga: 1982